# Andrzej Koper
Andrzej Koper, né le 9 mai 1953, est un pilote de rallye polonais.

## Biographie
Il commence la compétition automobile en 1972... et reste toujours en activité 41 ans plus tard, à 60 ans passés.
Il pilote des véhicules Renault en course (5 Alpine ou 11 Turbo) de 1979 à 1989, puis une Volkswagen Golf GTI de 1990 à 1993. Après un bref retour sur Renault Clio (Williams) en 1994, il reste fidèle depuis 1995 aux diverses déclinaisons de la Subaru Impreza.
En 1987 il remporte le rallye yougoslave Saturne, comptant cette année-là pour le championnat d'Europe. Il termine second de son rallye national la même année.

## Palmarès

### Titres
- Quadruple Champion de Pologne des rallyes,  en 1982, 1984, 1985 et 1988 (2 sur R5 Alpine, et 2 autres sur R11 Turbo);
- Coupe de la Paix et de l'Amitié: 1984 sur Renault 5 Alpine.

## Autre
- 1990 : 77e du Rallye Dakar sur Range Rover (en tant que copilote de Tihomir Filipović)[1], il est le premier polonais à terminer le plus célèbre des rallyes[2].